# Канга-кала
Канга-кала (туркм. Ganga gala) — город (крепость) Туркменистана античного периода, расположенный в одном из древних протоков Присарыкамышской дельты Амударьи в Дашогузском велаяте страны. Был частью древнего Хорезма.

## Местность
Крепость Канга-кала стоит на высокой галечной озёрной террасе, окаймляющей узкой полосой восточный выступ возвышенности Канга-гыр. Место расположения крепости — эта галечная терраса, которая образует узкий мыс, вытянутый в северо-восточном направлении и ограниченный крутыми склонами с северо-запада, севера и востока. Ширина мыса местами не превышает 300 м, а высота над окружающими пространствами озёрной песчаной террасы 12—15 м. На северном склоне мыса галечной террасы расположены береговые валы, образованные Сарыкамышским озером; с востока и юго-востока, у подножья его склона, располагается узкая поверхность более низкой террасы, ограниченной с востока крутым склоном высотой 4—5 м.
Это русло было образовано одним из северных дельтовых протоков Туны Дарьи — самого южного протока Даудана, протекавшего к югу от Тарым-кая. У южного мыса Тарым-кая он делился на несколько рукавов. Самый северный рукав протекал у подножий юго-западных чинков Тарым-кая, затем двигался в западном направлении, впадая в Сарыкамышское озеро севернее Канга-гыра. Самый южный рукав подходил к возвышенности Зенгибаба и уходил от неё на запад, образуя русло Канга-Дарья. Средний же из этих крупных рукавов пересекал в широтном направлении аллювиальную равнину между возвышенностями Тарым-кая и Канга-гыр, подходил с востока к средней части Канга-гыра, где впадал в небольшое озеро, откуда поток воды шёл вдоль Канга-гыра на север, образуя Кангакалинское русло, тянущееся с востока и севера от мыса с крепостью Канга-кала.

## Описание
Крепость была открыта Хорезмской археолого-этнографической экспедицией в 1952 г. Она представляла собой сильно оплывший бугор, расположенный на юго-западном склоне возвышенности Канга-гыр. Внешне памятник выглядел сильно разрушенным, при этом раскопки показали,  что внутренние помещения прекрасно сохранились.
Городище имеет форму, близкую к прямоугольной; его примерная площадь 200×233 м. Оно было окружено мощной стеной, сложенной из сырцового кирпича хорезмийского стандарта (40×40×10 см)  с выступающими прямоугольниками башен (по три с каждой стороны). Одним из важных элементов в системе защиты городища был ров, который хорошо заметен у северо-западной стены.
Раскопки башни, расположенной в центре северо-западной стены крепости, показали, что стены её прорезаны бойницами, по три с каждой стороны, причём средняя бойница предназначалась для стрельбы стоя. Бойницы стреловидны, хорезмийского образца, но в отличие от последних имеют очень короткий «черешок стрелы». Из башни во внутристенный коридор (ширина 3,1 м) вёл проход с плоским перекрытием. Внутристенный коридор служил, видимо, стрелковой галереей, вся внутренняя площадь городища была застроена, по всей видимости, жилыми массивами. В юго-восточном углу городища обнаружена гончарная печь диаметром 1,6 м, вокруг которой был разбросан гончарный шлак.

## Ирригационная система
В ходе археологических исследований 1954 г., в 6 км к западу от Канга-калы была обнаружена ирригационная сеть из пересекающихся под прямым углом небольших каналов. Каналы берут начало из русла Кангакалинского протока, омывавшего мыс Канга-гыра. Ирригационная система располагается на поверхности глинистой дельтово-озёрной равнины, на которой теряются устьевые рукава этого протока. Ирригация расположена на такыре, заросшем кустами колючки и саксаулом, на валах растительности нет.
В 1955 г. было проведено обследование других участков кангакалинской ирригационной системы, расположенных выше, удалось уточнить датировку полей на основании вновь собранного подъёмного керамического материала, охватывающего время от середины 1 тыс. до н. э. до IV—V вв. н. э. Таким образом, время существования ирригации совпадает с временем существования крепости Канга-кала.

## Население
Исследования погребений показали, что антропологический тип населения, проживавший в IV веке как в Канга-кала, а также в другой хорезмской крепости Туркменистана Куня-Уаз, соответствует типу современных туркмен:
«…Тип кангакалийцев больше всего напоминает современных туркменов. Тот же антропологический тип, сопровождаемый тем же погребальным обрядом, зарегистрирован также в синхронном городище Куня-Уаз»